# Bissières
Bissières est une ancienne commune française, située dans le département du Calvados en région Normandie, devenue le 1er janvier 2017 une commune déléguée au sein de la commune nouvelle de Méry-Bissières-en-Auge, statut supprimé le 1er mars 2021.

## Toponymie
Le nom de la localité est attesté sous la forme Busseres en 1277.

## Politique et administration
| Période                                  | Période    | Identité             | Étiquette | Qualité                           |
| ---------------------------------------- | ---------- | -------------------- | --------- | --------------------------------- |
| avant 1981                               | 1989       | Guy Marnoni          |           |                                   |
| 1989                                     | mars 2001  | Alain Lemaitre       | SE        | Employé à la Sécurité sociale     |
| mars 2001                                | avril 2011 | Jean-Claude Romy     | SE        | Retraité SNCF                     |
| mai 2011                                 | avril 2014 | Véronique Lenrouilly | SE        |                                   |
| avril 2014                               | En cours   | Jean-François Divert | SE        | Artisan en peinture et décoration |
| Les données manquantes sont à compléter. |            |                      |           |                                   |

## Démographie
L'évolution du nombre d'habitants est connue à travers les recensements de la population effectués dans la commune depuis 1793. À partir du 1er janvier 2009, les populations légales des communes sont publiées annuellement dans le cadre d'un recensement qui repose désormais sur une collecte d'information annuelle, concernant successivement tous les territoires communaux au cours d'une période de cinq ans. 
Pour les communes de moins de 10 000 habitants, une enquête de recensement portant sur toute la population est réalisée tous les cinq ans, les populations légales des années intermédiaires étant quant à elles estimées par interpolation ou extrapolation. Pour la commune, le premier recensement exhaustif entrant dans le cadre du nouveau dispositif a été réalisé en 2005,.
En 2019, la commune comptait 175 habitants, en évolution de −3,31 % par rapport à 2014 (Calvados : +1,58 %, France hors Mayotte : +2,49 %).
| 1793 | 1800 | 1806 | 1821 | 1831 | 1836 | 1841 | 1846 | 1851 |
| ---- | ---- | ---- | ---- | ---- | ---- | ---- | ---- | ---- |
| 183  | 180  | 195  | 206  | 203  | 215  | 215  | 204  | 225  |

| 1856 | 1861 | 1866 | 1872 | 1876 | 1881 | 1886 | 1891 | 1896 |
| ---- | ---- | ---- | ---- | ---- | ---- | ---- | ---- | ---- |
| 202  | 208  | 194  | 163  | 141  | 147  | 130  | 114  | 128  |

| 1901 | 1906 | 1911 | 1921 | 1926 | 1931 | 1936 | 1946 | 1954 |
| ---- | ---- | ---- | ---- | ---- | ---- | ---- | ---- | ---- |
| 135  | 108  | 113  | 101  | 117  | 126  | 131  | 151  | 154  |

| 1962 | 1968 | 1975 | 1982 | 1990 | 1999 | 2005 | 2010 | 2015 |
| ---- | ---- | ---- | ---- | ---- | ---- | ---- | ---- | ---- |
| 130  | 97   | 117  | 149  | 160  | 155  | 142  | 178  | 180  |

| 2018 | - | - | - | - | - | - | - | - |
| ---- | - | - | - | - | - | - | - | - |
| 176  | - | - | - | - | - | - | - | - |

## Culture locale et patrimoine

### Lieux et monuments

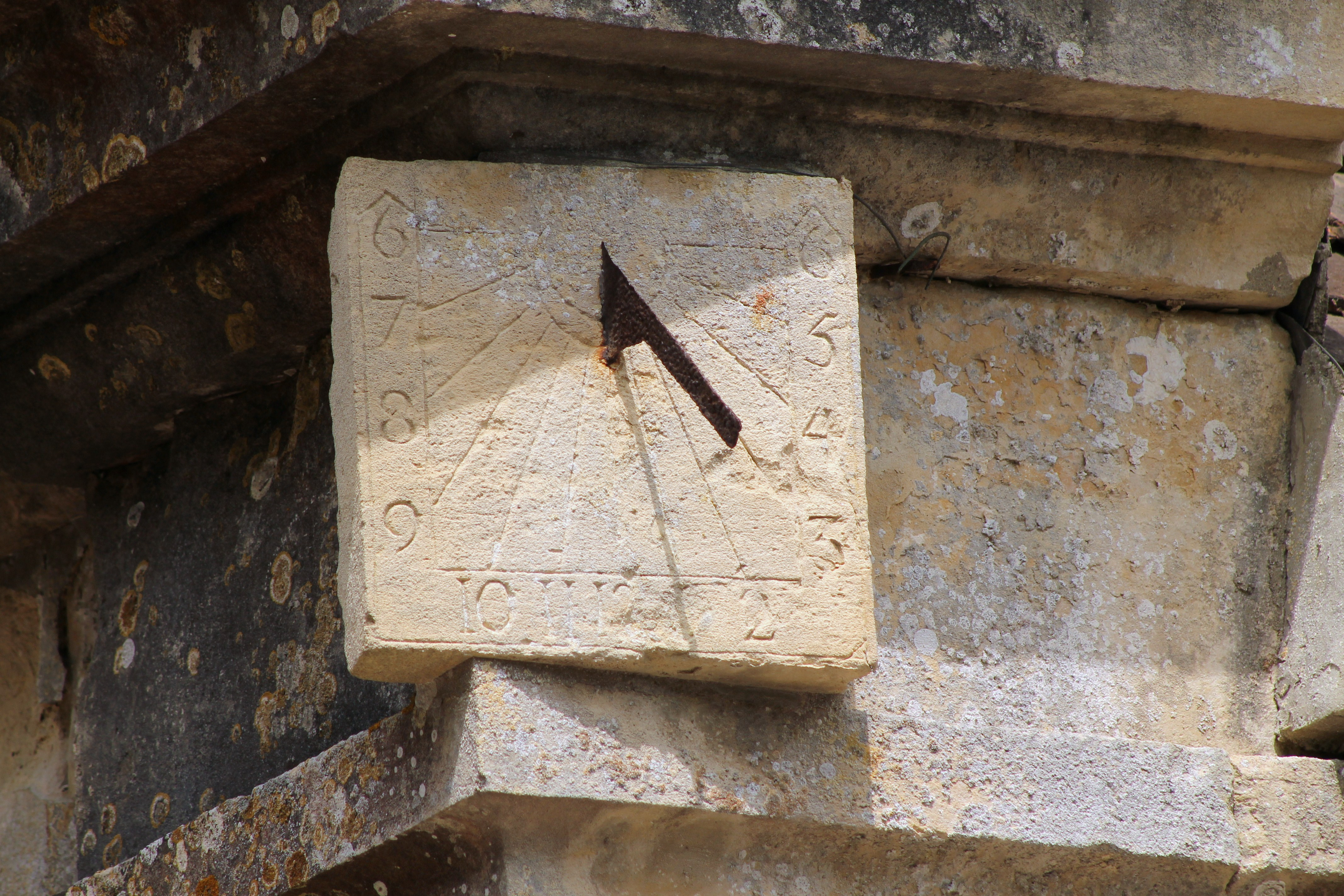
Cadran solaire de l'église.

- Église Sainte-Croix avec cadran solaire.

### Héraldique
|  | Les armes de la commune de Bissières se blasonnent ainsi : D'or au lion de gueules, au chef d'azur chargé d'un croissant d'argent accosté de deux étoiles du champ. |